# 施萬湖
施萬湖（德語：Schwansee），是德國的湖泊，位於該國東南部，由巴伐利亞負責管轄，處於施瓦本行政區，長0.7公里、寬0.3公里，面積0.2平方公里，海拔高度789米，平均水深3.4米，最大水深7.1米，水體容量58萬立方米。